# Żoliborz
Żoliborz is een stadsdeel van Warschau, de hoofdstad van Polen. Het is gelegen langs de westelijke oevers van de rivier de Wisla.

## Wijken
- Marymont-Potok
- Sady Żoliborskie

- Stary Żoliborz

Bemowo · Białołęka · Bielany · Mokotów · Ochota · Praga · Rembertów · Śródmieście ·
Targówek · Ursus · Ursynów · Wawer · Wesoła · Wilanów · Włochy · Wola · Żoliborz